# Lijst van zonsverduisteringen
Deze pagina bevat een lijst met artikelen die over zonsverduisteringen gaan. Het is dus geen volledige lijst van zonsverduisteringen.

## Artikelen per eclips

### Oudheid
- 21 januari 1192 v.Chr.
- 15 juni 763 v.Chr.
- 15 april 136 v.Chr.

### 18e eeuw
- 3 mei 1715

### 19e eeuw
- 1 januari 1889
- 16 april 1893

### 20e eeuw
1901-1910
- 18 mei 1901
- 21 sep. 1903
- 9 sep. 1904
- 30 aug. 1905
- 14 jan. 1907
- 3 jan. 1908
- 9 mei 1910

1911-1920
- 28 apr. 1911
- 10 okt. 1912
- 21 aug. 1914
- 3 feb. 1916
- 8 juni 1918
- 29 mei 1919

1921-1930
- 1 okt. 1921
- 21 sep. 1922
- 10 sep. 1923
- 24 jan. 1925
- 14 jan. 1926
- 29 juni 1927
- 9 mei 1929
- 21 okt. 1930

1931-1940
- 31 aug. 1932
- 14 feb. 1934
- 19 juni 1936
- 8 juni 1937
- 29 mei 1938
- 12 okt. 1939
- 1 okt. 1940

1941-1950
- 21 sep. 1941
- 4 feb. 1943
- 25 jan. 1944
- 9 juli 1945
- 20 mei 1947
- 1 nov. 1948
- 12 sep. 1950

1951-1960
- 25 feb. 1952
- 30 juni 1954
- 20 juni 1955
- 12 okt. 1958
- 2 okt. 1959

1961-1970
- 15 feb. 1961
- 5 feb. 1962
- 20 juli 1963
- 30 mei 1965
- 12 nov. 1966
- 22 sep. 1968
- 7 mrt. 1970

1971-1980
- 10 juli 1972
- 30 juni 1973
- 20 juni 1974
- 23 okt. 1976
- 12 okt. 1977
- 26 feb. 1979
- 16 feb. 1980

1981-1990
- 31 juli 1981
- 11 juni 1983
- 22 nov. 1984
- 12 nov. 1985
- 18 mrt. 1988
- 22 juli 1990

1991-2000
- 11 juli 1991
- 30 juni 1992
- 3 nov. 1994
- 24 okt. 1995
- 9 mrt. 1997
- 26 feb. 1998
- 11 aug. 1999

### 21e eeuw
2001-2010
- 21 juni 2001
- 4 dec. 2002
- 23 nov. 2003
- 29 mrt. 2006
- 1 aug. 2008
- 22 juli 2009
- 11 juli 2010

2011-2020
- 13 nov. 2012
- 20 mrt. 2015
- 9 mrt. 2016
- 21 aug. 2017
- 2 juli 2019
- 26 dec. 2019
- 14 dec. 2020

2021-2030
- 10 jun. 2021
- 4 dec. 2021
- 20 apr. 2023
- 14 okt. 2023
- 8 apr. 2024
- 12 aug. 2026
- 2 aug. 2027
- 22 juli 2028
- 25 nov. 2030

2031-2040
- 30 mrt. 2033
- 20 mrt. 2034
- 2 sep. 2035
- 13 juli 2037
- 26 dec. 2038
- 15 dec. 2039

2041-2050
- 30 apr. 2041
- 20 apr. 2042
- 23 aug. 2044
- 12 aug. 2045
- 2 aug. 2046
- 5 dec. 2048

2051-2060
- 30 mrt. 2052
- 12 sep. 2053
- 24 juli 2055
- 26 dec. 2057
- 11 mei 2059
- 30 apr. 2060

2061-2070
- 20 apr. 2061
- 24 aug. 2063
- 12 aug. 2064
- 17 dec. 2066
- 31 mei 2068
- 11 apr. 2070

2071-2080
- 23 sep. 2071
- 12 sep. 2072
- 3 aug. 2073
- 16 jan. 2075
- 6 jan. 2076
- 22 mei 2077
- 11 mei 2078
- 1 mei 2079

2081-2090
- 3 sep. 2081
- 24 aug. 2082
- 27 dec. 2084
- 11 juni 2086
- 21 apr. 2088
- 4 okt. 2089
- 23 sep. 2090

2091-2100
- 27 jan. 2093
- 16 jan. 2094
- 2 juni 2095
- 22 mei 2096
- 11 mei 2097
- 14 sep. 2099
- 4 sep. 2100

### 22e eeuw
- 7 okt. 2135
- 16 juli 2186

## Lijsten per decennium

### 2e millennium
14e eeuw
- 1301/10
- 1311/20
- 1321/30
- 1331/40
- 1341/50
- 1351/60
- 1361/70
- 1371/80
- 1381/90
- 1391/00

15e eeuw
- 1401/10
- 1411/20
- 1421/30
- 1431/40
- 1441/50
- 1451/60
- 1461/70
- 1471/80
- 1481/90
- 1491/00

16e eeuw
- 1501/10
- 1511/20
- 1521/30
- 1531/40
- 1541/50
- 1551/60
- 1561/70
- 1571/80
- 1581/90
- 1591/00

17e eeuw
- 1601/10
- 1611/20
- 1621/30
- 1631/40
- 1641/50
- 1651/60
- 1661/70
- 1671/80
- 1681/90
- 1691/00

18e eeuw
- 1701/10
- 1711/20
- 1721/30
- 1731/40
- 1741/50
- 1751/60
- 1761/70
- 1771/80
- 1781/90
- 1791/00

19e eeuw
- 1801/10
- 1811/20
- 1821/30
- 1831/40
- 1841/50
- 1851/60
- 1861/70
- 1871/80
- 1881/90
- 1891/00

20e eeuw
- 1901/10
- 1911/20
- 1921/30
- 1931/40
- 1941/50
- 1951/60
- 1961/70
- 1971/80
- 1981/90
- 1991/00

### 3e millennium
21e eeuw
- 2001/10
- 2011/20
- 2021/30
- 2031/40
- 2041/50
- 2051/60
- 2061/70
- 2071/80
- 2081/90
- 2091/00

22e eeuw
- 2101/10
- 2111/20
- 2121/30
- 2131/40
- 2141/50
- 2151/60
- 2161/70
- 2171/80
- 2181/90
- 2191/00

23e eeuw
- 2201/10
- 2211/20
- 2221/30
- 2231/40
- 2241/50
- 2251/60
- 2261/70
- 2271/80
- 2281/90
- 2291/00

24e eeuw
- 2301/10
- 2311/20
- 2321/30
- 2331/40
- 2341/50
- 2351/60
- 2361/70
- 2371/80
- 2381/90
- 2391/00

25e eeuw
- 2401/10
- 2411/20
- 2421/30
- 2431/40
- 2441/50
- 2451/60
- 2461/70
- 2471/80
- 2481/90
- 2491/00

26e eeuw
- 2501/10
- 2511/20
- 2521/30
- 2531/40
- 2541/50
- 2551/60
- 2561/70
- 2571/80
- 2581/90
- 2591/00

27e eeuw
- 2601/10
- 2611/20
- 2621/30
- 2631/40
- 2641/50
- 2651/60
- 2661/70
- 2671/80
- 2681/90
- 2691/00

## Lijsten per Saros

### Geschiedenis
- Saros 60
- Saros 61
- Saros 62
- Saros 63
- Saros 64
- Saros 65
- Saros 66
- Saros 67
- Saros 68
- Saros 69

- Saros 70
- Saros 71
- Saros 73
- Saros 73
- Saros 74
- Saros 75
- Saros 76
- Saros 77
- Saros 78
- Saros 79

- Saros 80
- Saros 81
- Saros 82
- Saros 83
- Saros 84
- Saros 85
- Saros 86
- Saros 87
- Saros 88
- Saros 89

- Saros 90
- Saros 91
- Saros 92
- Saros 93
- Saros 94
- Saros 95
- Saros 96
- Saros 97
- Saros 98
- Saros 99

- Saros 100
- Saros 101
- Saros 102
- Saros 103
- Saros 104
- Saros 105
- Saros 106
- Saros 107
- Saros 108
- Saros 109

- Saros 110
- Saros 111
- Saros 112
- Saros 113
- Saros 114
- Saros 115
- Saros 116

### Heden
- Saros 117
- Saros 118
- Saros 119

- Saros 120
- Saros 121
- Saros 122
- Saros 123
- Saros 124
- Saros 125
- Saros 126
- Saros 127
- Saros 128
- Saros 129

- Saros 130
- Saros 131
- Saros 132
- Saros 133
- Saros 134
- Saros 135
- Saros 136
- Saros 137
- Saros 138
- Saros 139

- Saros 140
- Saros 141
- Saros 142
- Saros 143
- Saros 144
- Saros 145
- Saros 146
- Saros 147
- Saros 148
- Saros 149

- Saros 150
- Saros 151
- Saros 152
- Saros 153
- Saros 154
- Saros 155
- Saros 156

### Toekomst
- Saros 157
- Saros 158
- Saros 159

- Saros 160
- Saros 161
- Saros 162
- Saros 163
- Saros 164
- Saros 165
- Saros 166
- Saros 167
- Saros 168
- Saros 169

- Saros 170
- Saros 171
- Saros 172
- Saros 173
- Saros 174
- Saros 175
- Saros 176
- Saros 177
- Saros 178
- Saros 179

- Saros 180